# Turcoaia
Turcoaia là một xã thuộc hạt Tulcea, România. Dân số thời điểm năm 2002 là 3700 người.